# Kuronezumia
Kuronezumia és un gènere de peixos actinopterigis de la família dels macrúrids i de l'ordre dels gadiformes.

## Taxonomia
- Kuronezumia bubonis (Iwamoto, 1974)
- Kuronezumia darus (Gilbert & Hubbs, 1916)
- Kuronezumia leonis (Barnard, 1925)
- Kuronezumia macronema (Smith & Radcliffe, 1912)
- Kuronezumia paepkei (Shcherbachev, Sazonov & Iwamoto, 1992)
- Kuronezumia pallida (Sazonov & Iwamoto, 1992)[4][5][6][7][8][9][10]